# Abadiânia
Abadiânia is een gemeente in de Braziliaanse deelstaat Goiás. De gemeente telt 13.378 inwoners (schatting 2009).

## Aangrenzende gemeenten
De gemeente grenst aan Alexânia, Anápolis, Corumbá de Goiás, Gameleira de Goiás, Pirenópolis en Silvânia.

## Verkeer en vervoer
De plaats ligt aan de radiale snelweg BR-060 tussen Brasilia en Bela Vista. Daarnaast ligt ze aan de wegen GO-338 en GO-474.